# 9K115-2 메티스-M
9K115-2 메티스-M(러시아어: Метис-М (ПТРК))은 러시아의 대전차 무기이다. 대한민국은 불곰사업으로 도입하여 운용하고 있다. 미국의 드래곤 대전차 미사일과 같은 2세대 반자동 유선 유도 대전차유도탄이다.

## 역사
메티스엠은 2세대 반자동 유선 유도 대전차 유도탄으로, 2세대+ 반자동 레이저 유도나 3세대 자동 파이어 앤 포겟 보다는 구식이다. 그러나, 미사일 한발당 가격이 3세대 재블린 대전차 미사일은 2억원, 현궁은 1억원이나 하는데, 메티스엠이나 다른 2세대 유선유도 대전차 유도탄은 1700만원 정도 한다.
미국 재블린 대전차 미사일과 일본 ATM-5 대전차 미사일, 이스라엘의 스파이크-MR은 3세대 파이어 앤 포겟 기능이 있다. 이스라엘의 LAHAT과 프랑스 탈레스의 LMM은 같은 13 kg 무게인데, 사거리가 8 km나 되며, 파이어 앤 포겟 기능이 있어 무인기나 헬기에 장착한다.

## 사용국가
- 아르메니아[1]
- 방글라데시[2]
- 카메룬[3]
- 크로아티아
- 헝가리
- 우크라이나
- 대한민국
- 조지아[4]
- 이란
- 러시아
- 시리아
- 말레이시아
- 헤즈볼라[5]
- 모로코[6]

## 같이 보기
- 스파이크 미사일 - 같은 무게
- LAHAT - 같은 무게
- LMM - 같은 무게